# Victoria von Hohenlohe-Langenburg
Victoria Elisabeth von Hohenlohe-Langenburg (Màlaga, 17 de març de 1997). Princesa de Hohenlohe-Langenburg amb tractament d'altesa sereníssima que ostenta el Ducat de Medinaceli i més de quaranta títols de la noblesa espanyola.

## Biografia
Filla de Marco de Hohenlohe, 19è duc de Medinaceli, i de Sandra Schmidt-Polex. Després de la separació dels seus pares el 2004, amb set anys va marxar amb la seva mare i el seu germà Alexander a viure a Múnic. Tanmateix, va continuar vinculada a Espanya, hi passava temporades i és on actualment estudia -a diferència del seu germà Alexander-, a l'escola de negocis IE Bussines School, a Madrid, on estudia un grau de Relacions Internacionals, a més d'història i economia.
El 2016 va assumir el títol de comtessa d'Ofalia, que havia ostentat la seva àvia Ana de Medina. Amb la mort del seu pare el 19 d'agost, la Casa Ducal de Medinaceli va anunciar que Victoria assumirà el títol de duquessa de Medinaceli, de fet el seu pare va deixar arreglada la successió per als seus fills a causa dels seus problemes de salut i per evitar que els esquitxessin possibles picabaralles familiars. Després de sis mesos de dol, com és tradició entre la noblesa, va sol·licitar la successió en el títol del ducat de Medinaceli el 14 de febrer de 2017, a més ha sol·licitat a la Divisió de Gràcia del Ministeri de Justícia la subrogació dels drets del seu pare en els expedients de successió de nombrosos títols nobiliaris de la seva besàvia Victoria Eugenia, que estan en litigi amb altres membres de la família com el seu besoncle Ignacio de Medina, el duc de Sogorb, a més d'estar-hi en joc el patrimoni familiars, integrat dintre de la Fundació Casa Ducal de Medinaceli. Segons un informe de la Diputació de la Grandesa, a Victoria se li atorga major dret que el duc de Sogorb per heretar els títols en disputa.
Des del maig de 2017 és l'actual duquessa de Medinaceli per Reial Carta de Successió de Madrid, publicada al BOE el 22 de maig de 2017, i des del 9 d'octubre ostenta uns títols de la seva besàvia que no havia reclamat encara ningú, com Cilleruelo o San Martín de Hoyos, aquest darrer suposadament havia de correspondre a Luis de Medina, però l'estat ha donat la raó a Victoria. El BOE, de 22 de febrer de 2018 publicava els decrets de successió en favor seu de quatre ducats (Alcalá de los Gazules, Camiña, Denia i Tarifa), de cinc marquesats (Priego, la Torrecilla, Camarasa, Aitona) i un comtat (Santa Gadea), tots amb Grandesa d'Espanya. A data d'avui, queda pendent resoldre la successió d'una vintenta de títols de noblesa de l'anterior duquessa de Medinaceli.
Pel que fa a la seva vida, en l'àmbit familiar sempre va estar molt unida al seu pare, que sempre va intentar inculcar-li coneixements sobre la casa de Medinaceli. Segons els seus coneguts, és tímida, amant dels cavalls i practicant d'equitació. Destaca la seva discreció, doncs sempre evita posar-se davant dels mitjans de comunicació i la premsa rosa, a diferència d'alguns familiars seus, com els fills del XIX duc de Feria, Luis i Rafael. D'altra banda, parla castellà, alemany i anglès.

## Títols
Ducats
- 20a Duquessa de Medinaceli, amb Grandesa d'Espanya (BOE 22/05/2017)
- 17a Duquessa d'Alcalá de los Gazules, amb Grandesa d'Espanya (BOE 22/02/2018)
- 15a Duquessa de Camiña, amb Grandesa d'Espanya (BOE 22/02/2018)
- 5a Duquessa de Dènia, amb Grandesa d'Espanya (BOE 22/02/2018)
- 5a Duquessa de Tarifa, amb Grandesa d'Espanya (BOE 22/02/2018)

Marquesats
- 9a Marquesa de Cilleruelo (BOE 09/10/2017)[5]
- 10a Marquesa de San Miguel das Penas y la Mota (BOE 09/10/2017)[5]
- 18a Marquesa de Camarasa, amb Grandesa d'Espanya (BOE 22/02/2018)
- 18a Marquesa de Priego, amb Grandesa d'Espanya (BOE 22/02/2018)
- 15a Marquesa d'Aitona, amb Grandesa d'Espanya (BOE 22/02/2018)
- 12a Marquesa de la Torrecilla, amb Grandesa d'Espanya (BOE 22/02/2018)
- 12a Marquesa de Villa Real (BOE 01/06/2018)
- 16a Marquesa de Villafranca (BOE 01/06/2018)
- 20a Marquesa de Tarifa (BOE 20/03/2018)
- 17a Marquesa de Montalbán (BOE 20/03/2018)
- 15a Marquesa de Malagón (BOE 20/03/2018)
- 18a Marquesa de las Navas (BOE 20/03/2018)
- 20a Marquesa de Dénia (BOE 20/03/2018)
- 17a Marquesa de Comares (BOE 20/03/2018)
- 15a Marquesa d'Alcalá de la Alameda (BOE 20/03/2018)

Comtats
- 14a Comtessa d'Aramayona (BOE 01/06/2018)
- 25a Comtessa de Buendía (BOE 01/06/2018)
- 21a Comtessa de Cocentaina (BOE 01/06/2018)
- 20a Comtessa de los Molares, Adelantada major d'Andalusia (BOE 01/06/2018)
- 20a Comtessa de Medellín (BOE 01/06/2018)
- 12a Comtessa de Moriana del Río (BOE 01/06/2018)
- 18a Comtessa de Valenza y Valladares (BOE 01/06/2018)
- 15a Comtessa de Villalonso (BOE 01/06/2018)
- 20a Comtessa de Castellar (BOE 01/06/2018)
- 10a Comtessa d'Ofalia (BOE 08/06/2016)
- 5a Comtessa de San Martín de Hoyos (BOE 09/10/2017)[5]
- 19a Comtessa de Santa Gadea, amb Grandesa d'Espanya (BOE 22/02/2018)
- 20a Comtessa del Risco (BOE 20/03/2018)
- 26a Comtessa de Prades (BOE 20/03/2018)
- 23a Comtessa d'Osona (BOE 20/03/2018)
- 13a Comtessa de Castrogeriz (BOE 20/03/2018)
- 16a Comtessa d'Amarante (BOE 20/03/2018)
- 20a Comtessa d'Alcoutim (BOE 20/03/2018)

Vescomtats
- 47a Vescomtessa de Bas (BOE 01/06/2018)
- 45a Vescomtessa de Cabrera (BOE 01/06/2018)
- 13a Vescomtessa de Linares (BOE 01/06/2018)
- 43e Vescomtessa de Vilamur (BOE 01/06/2018)